# ALCO RS-1
Az ALCO RS-1 egy négytengelyes, dízel-elektromos tolatómozdony volt. Összesen 417 darabot gyártott belőle az ALCO 1941 és 1960 között.